# Henri de Limburg Stirum
Graaf Henri de Limburg Stirum (Gent, 15 februari 1864 – Rumbeke, 1 februari 1953) was een Belgisch katholiek politicus. Hij was burgemeester van Rumbeke van 1904 tot 1946.

## Biografie

### Familie
Graaf Henri de Limburg Stirum was een kleinzoon van Willem-Bernard van Limburg Stirum, eerste lid van het huis Limburg Stirum die zich in België vestigde. Hij was een zoon van Thierry de Limburg Stirum (1827-1911), historicus en senator en Marie-Thérèse de Thiennes, de Leyenbourg et de Rumbeke (1828-1909). Zijn grootvader langs moederszijde was graaf François de Thiennes, kamerheer van koning Willem I der Nederlanden, lid van de Provinciale Staten van Oost-Vlaanderen en gemeenteraadslid van Gent. Hij was een neef van Philippe de Limburg Stirum en een oom van Charles de Limburg Stirum.
Via zijn moeder werd hij "graaf van Rumbeke" en erfde hij het Kaasterkasteel in het domein Sterrebos. Officieel woonde de familie op het kasteel en zijn vader was gemeenteraadslid in Rumbeke van 1870 tot 1898. In de werkelijkheid verbleef de familie vooral in Gent en in Brussel.
Graaf Henri verbleef in tegenstelling tot zijn vader wel hoofdzakelijk in het kasteel te Rumbeke. Hij woonde er met zijn echtgenote, barones Julienne Snoy (1872-1950), dochter van baron Georges Snoy, volksvertegenwoordiger en gemeenteraadslid van Eigenbrakel. Ze kregen twee zoons en een dochter:
- Guillaume de Limburg Stirum (1908-1989), kolonel, trouwde in 1932 in Belœil met prinses Élisabeth de Ligne (1908-1998), dochter van prins Albert de Ligne, diplomaat. Ze kregen twee zoons en twee dochters, met afstammelingen tot heden.
- Philippe de Limburg Stirum (1910-1997), burgemeester van Anzegem, trouwde in 1936 in Leefdaal met gravin Isabelle de Liedekerke (1914-2004). Ze kregen vijf dochters, met afstammelingen tot heden.
- Julia de Limburg Stirum (1912-2005)

### Loopbaan
De Limburg Stirum was doctor in de rechten van de Katholieke Universiteit Leuven (1888). Hij integreerde zich onmiddellijk in het Rumbeekse leven door zich in 1889 tot koning te schieten in de lokale schuttersgilde en er in 1895 hoofdman van te worden.
Tot gemeenteraadslid verkozen bij de verkiezingen van 1903 werd hij begin 1904 meteen al burgemeester van Rumbeke. Hij behield die functie tot einde 1946 en nam ontslag bij de eerste verkiezingen na de Tweede Wereldoorlog. Hij werd bij elke verkiezing verkozen, maar haalde zelden het hoogste aantal voorkeurstemmen. Zijn aanzien als graaf volstond om steeds burgemeester te blijven.
Tijdens de Eerste Wereldoorlog vluchtte de familie en verbleef ze in Brussel. Hun kasteel werd door de Duitsers opgeëist. Hij werd tijdens de oorlog als burgemeester vervangen door waarnemend burgemeester Jules Vandenberghe.
Tijdens de Tweede Wereldoorlog werd hij op 4 juli 1940 vanwege de leeftijdsgrens, opgelegd door het Duitse 'Amtsverbot', uit zijn ambt gezet. Hij bleef wel op het kasteel wonen. Na de bevrijding nam hij vanaf 4 september 1944 het ambt weer op. Vanaf 1946 kon hij door zijn hoge ouderdom niet meer aanwezig zijn op de raadszittingen. Hij nam ontslag en na de verkiezingen van 1947 werd hij opgevolgd door Georges Verstraete.
Als burgemeester van Rumbeke maakte de Limburg Stirum de heropbouw van zijn zwaar getroffen gemeente na de Eerste Wereldoorlog mee. De beide kerken moesten heropgericht worden, alsook honderden woningen.
Onder zijn bewind bleef het gemeentebestuur eerder conservatief. De katholieke meerderheid bestond hoofdzakelijk uit landbouwers en handelaars. Pas vanaf 1947 kreeg de christelijke arbeidersbeweging, als deel van de CVP, toegang tot het schepencollege.
De Limburg Stirum ondersteunde de oprichting van de derde parochie in Rumbeke, de Sint-Henricusparochie op de wijk Zilverberg met de gelijknamige kerk en school die allemaal naar zijn patroonheilige genoemd werden.
In 1904 werd de Limburg Stirum verkozen tot provincieraadslid van West-Vlaanderen voor het kanton Roeselare. Hij bleef dit tot na de Eerste Wereldoorlog. In 1921 werd hij niet meer herkozen.

### Andere activiteiten
Henri de Limburg Stirum was onder meer:
- erevoorzitter van de Verenigde Vrienden van Rumbeke,
- voorzitter van de Maatschappij van Onderlinge Bijstand in Rumbeke,
- lid van de Koninklijke Commissie voor Monumenten,
- lid van de Heraldische Raad,
- lid van de Oudheidkundige Kring van Kortrijk,
- lid van de Oudheidkundige Kring van Oudenaarde.

### Publicatie
- 'Chanoine de Joigny, manuscrit relatif aux Seigneureries de Flandre', in Annalen van de Oudheidkundige kring van Oudenaarde, 1935.

### Het kasteel
Na het overlijden van Henri de Limburg Stirum werd het kasteel eigendom van zijn zoon Guillaume de Limburg Stirum, die het niet meer bewoonde. In 1979 werd het door de familie verlaten en in 1987 aan een particulier verkocht. Het domein rondom werd aangekocht door de provincie West-Vlaanderen.

### Jeruzalemkerk in Brugge
In opvolging van zijn vader was Henri de Limburg Stirum ook eigenaar van het in Brugge sinds eeuwen aan voorvaders toebehorende Huis Adornes, met de Jeruzalemkerk en andere gebouwen. Het domein werd geërfd door Guillaume de Limburg Stirum en is eigendom van zijn erfgenamen.